# Саладино, Хуан
Хуан Мануэль Саладино (исп. Juan Manuel Saladino, 28 сентября 1987, Кильмес, Аргентина) — аргентинский хоккеист (хоккей на траве), полевой игрок. Олимпийский чемпион 2016 года.

## Биография
Хуан Саладино родился 28 сентября 1987 года в аргентинском городе Кильмес в провинции Буэнос-Айрес.
Играл в хоккей на траве за «Кильмес Атлетико», в составе которого трижды выигрывал чемпионат столичного региона (2005, 2007—2008). Впоследствии перебрался в бельгийский «Гантуаз».
В 2015 году дебютировал в сборной Аргентины.
В 2016 году вошёл в состав сборной Аргентины по хоккею на траве на летних Олимпийских играх в Рио-де-Жанейро и завоевал золотую медаль. Играл в поле, провёл 8 матчей, забил 1 мяч в ворота сборной Ирландии.
Саладино назвал спортсменом, вызывающим у него восхищение, аргентинского футболиста Хуана Себастьяна Верона.